# Station Zygmuntów
Station Zygmuntów is een spoorwegstation in de Poolse plaats Zygmuntów.